# Sophie Monk
Pour les articles homonymes, voir Monk (homonymie).
Sophie Charlene Akland Monk, née le 14 décembre 1979, est une chanteuse, mannequin, actrice, personnalité de télévision et animatrice radio australienne.

## Biographie
Sophie Monk est née en Angleterre, mais ses parents ont ensuite déménagé en Australie à Gold Coast, Queensland quand elle avait 2 ans. Elle a été membre du groupe de filles australien Bardot après avoir participé à l'émission de télé-réalité Popstars, et a depuis établi une carrière solo avec la sortie de l'album Calendar Girl. Elle est ensuite devenue actrice et a joué dans des films comme Date Movie (2006), Click (2006), ou encore Sex and Death 101 (2007) et Spring Breakdown (2009).

## Carrière  de chanteuse
La carrière musicale professionnelle de Sophie Monk a commencé en 1999 quand elle a répondu à une annonce qui demandait des filles avec une expérience vocale et dans la danse. L'annonce a été publiée pour la version australienne de la série télévisée Popstars, un programme qui visait à créer un nouveau groupe de filles. À une audition, elle a interprété la célèbre chanson "Happy Birthday, Mr. President" de Marilyn Monroe, à la suite de sa précédente expérience en tant qu'interprète. Après de nombreuses séances de chant et de danse, Monk a été sélectionnée en tant que membre du groupe, qui a été nommé Bardot.
Bardot fut le premier groupe australien à atteindre la première place aux ARIA Charts avec leur premier single « Poison » et leur premier album éponyme. Les singles « I Should've Never Let You Go » et « These Days » ont suivi puis en août 2000, le groupe a embarqué pour sa première tournée. Bardot a interprété aux ARIA Awards de 2000 et a été nommé dans trois catégories. En juillet 2001, le groupe sort« ASAP », le premier single de leur deuxième album. Depuis, Bardot avait plus de contrôle dans leur musique et leur image. Le single atteint la cinquième place aux ARIA Charts, de même que le suivant « I Need Somebody », le single qui a eu le plus de succès depuis « Poison ». Leur deuxième album Play It Like That atteint la seizième place aux ARIA Charts et a été certifié disque d'or par la suite. En 2002, le dernier single "Love Will Find a Way" atteint le Top 20 aux ARIA Charts puis le groupe a embarqué pour sa seconde tournée. En mai 2002, les membres de groupe se sont séparées.
Peu après la séparation de Bardot, Sophie Monk a signé en 2002 un contrat avec Warner Music Australia a commencé sa carrière musicale solo. Elle a sorti en octobre 2002 son premier single « Inside Outside », qui atteint la cinquième place aux ARIA Charts. Son deuxième single « Get the Music On » est sorti en mars 2003 et atteint la dixième place aux ARIA Charts. En mai 2003, elle a sorti son premier album solo Calendar Girl, qui atteint le numéro 35 aux ARIA Charts. Le troisième et dernier single « One Breath Away » est sorti en juillet 2003 et atteint numéro 23 aux ARIA Charts. En 2004, Monk s'est séparée de Warner Music Group.

## Carrière d'actrice
En 2004, Sophie Monk est devenue actrice en jouant son premier rôle de Marilyn Monroe dans le téléfilm Natalie Wood : Le Prix de la gloire. La même année, elle apparaît dans le clip "Always" du groupe de punk rock Blink-182. En 2005, Monk s'est établie à Los Angeles et a par la suite eu des rôles secondaires dans de nombreux films. En février 2006, elle a joué dans son premier long métrage en interprétant Andy, une fille coquette et séduisante, dans la comédie Date Movie. En juin 2006, elle a interprété un bref rôle d'une secrétaire bimbo dans la comédie Click.
En juillet 2007, elle joue dans un épisode de la série télévisée Entourage. La même année, elle joue le rôle de Cynthia Rose dans la comédie Sex and Death 101 avec Simon Baker, et où elle apparaît entièrement nue dans une des scènes du film. En 2009, Monk a joué dans la comédie Spring Breakdown aux côtés de Parker Posey et Amy Poehler, en incarnant le rôle de la principale antagoniste du film, une bimbo nommée Mason. La même année, elle joue le rôle d'Alexa dans le film d'horreur The Hills Run Red, après que Dark Castle Entertainment ait annoncé en septembre 2008 qu'elle ferait partie de la distribution. Elle joue par la suite le rôle principal de Brooke Anchel dans le film d'horreur Life Blood sorti en 2010.

## Carrière à la télévision
En avril 2010, Nine Network annonce que Sophie Monk serait une présentatrice invitée de Gateway, une émission de téléréalité consacrée aux voyages, mais elle est ensuite devenue présentatrice récurrente. En mai 2012, elle a été annoncée comme une des célébrités pour intégrer l'émission de téléréalité américaine The Choice, une spin-off de l'émission The Voice et diffusée sur la chaîne Fox.
En 2015, Sophie Monk a participé en tant que concurrente dans la quatrième saison du concours de téléréalité The Celebrity Apprentice Australia (la version australienne de The Celebrity Apprentice), diffusé sur Nine Network, où elle a été la grande gagnante. En 2016, elle est une des juges dans la huitième saison du concours Australia's Got Talent diffusé sur Seven Network.
En septembre 2017, Sophie Monk participe à la troisième saison de l'émission de téléréalité The Bachelorette Australia (la version australienne de The Bachelorette, qui est également une spin-off de l'émission The Bachelor), où elle joue le rôle la Bachelorette. L'émission de 12 épisodes est diffusée sur Network Ten.

## Carrière à la radio
En 2013, Sophie Monk a remplacé l'animatrice radio Fifi Box à l'émission Fifi and Jules pendant son congé maternité. En septembre 2013, Monk avec Jules Lund, Merrick Watts et Mel B furent annoncés en tant que nouveaux présentateurs de l'émission matinale sur la station 2Day FM, en remplacement de l'émission The Kyle and Jackie O Show.
En octobre 2014, Southern Cross Austereo annonce que Jules, Merrick et Sophie sur 2Day FM ont eu leur émission déprogrammée en raison des avis défavorables au cours de l'année. Sophie Monk est depuis une animatrice récurrente à l'émission The Kyle and Jackie O Show sur la station KIIS 1065 et a également présenté l'émission matinale The Summer Fling avec Matty Acton sur les stations KIIS 1065 et KIIS 101.1.

## Vie privée
Sophie Monk a débuté une relation en 2006 avec le guitariste de Good Charlotte Benji Madden, puis ils se sont fiancés l'année suivante. En janvier 2008, les médias ont annoncé que le couple s'est séparé, puis Sophie est retournée seule en Australie, presque un an après la proposition de Benji Madden. Ils se sont officiellement séparés le mois suivant mais sont restés en bon terme.
En janvier 2011, Sophie Monk a annoncé son engagement avec Jesse Esberg, mais a ensuite annoncé quelques mois plus tard sur le plateau de l'émission Chelsea Lately  qu'ils se sont séparés.

## Filmographie

### Cinéma
| Année | Film                            | Rôle            |
| ----- | ------------------------------- | --------------- |
| 2005  | London                          | Lauren          |
| 2006  | Sexy Movie                      | Andy            |
| 2006  | Click : Télécommandez votre vie | Stacey          |
| 2007  | Sex and Death 101               | Cynthia Rose    |
| 2009  | Spring Breakdown                | Mason Masters   |
| 2009  | The Hills Run Red               | Alexa           |
| 2009  | Life Blood                      | Brooke Anchel   |
| 2010  | Blonde Movie (Hard Breakers)    | Lindsay Greene  |
| 2011  | The Legend of Awesomest Maximus | Princesse Ellen |
| 2013  | Dorfman                         | Vronka          |
| 2013  | Spring Break '83                | Brittney        |

### Télévision
| Année | Titre                               | Rôle                        | Notes                                  |
| ----- | ----------------------------------- | --------------------------- | -------------------------------------- |
| 2000  | Popstars                            | elle-même / concurrente     | Saison 1                               |
| 2004  | Natalie Wood : Le Prix de la gloire | Marilyn Monroe              | Téléfilm                               |
| 2005  | Pool Guys                           | Janet                       | Téléfilm                               |
| 2007  | Entourage                           | Juliette                    | Saison 4, épisode "Tout pour mon fils" |
| 2010  | Getaway                             | elle-même / reporter        | 6 épisodes                             |
| 2011  | Talkin' 'Bout Your Generation       | elle-même / concurrente     | 1 épisode                              |
| 2012  | The Choice                          | elle-même / concurrente     | 1 épisode                              |
| 2015  | The Celebrity Apprentice Australia  | elle-même / concurrente     | Saison 4                               |
| 2016  | Australia's Got Talent              | elle-même / juge            | Saison 8                               |
| 2017  | The Bachelorette Australia          | elle-même / la Bachelorette | Saison 3                               |
| 2020  | The Masked Singer Australia         | elle-même / la Libellule    | Saison 2                               |

## Discographie

### Albums
- Calendar Girl (2003)

### Singles
- "Inside Outside" (2002)
- "Get the Music On" (2003)
- "One Breath Away" (2003)